# Zisterzienserinnenabtei Le Saulchoir

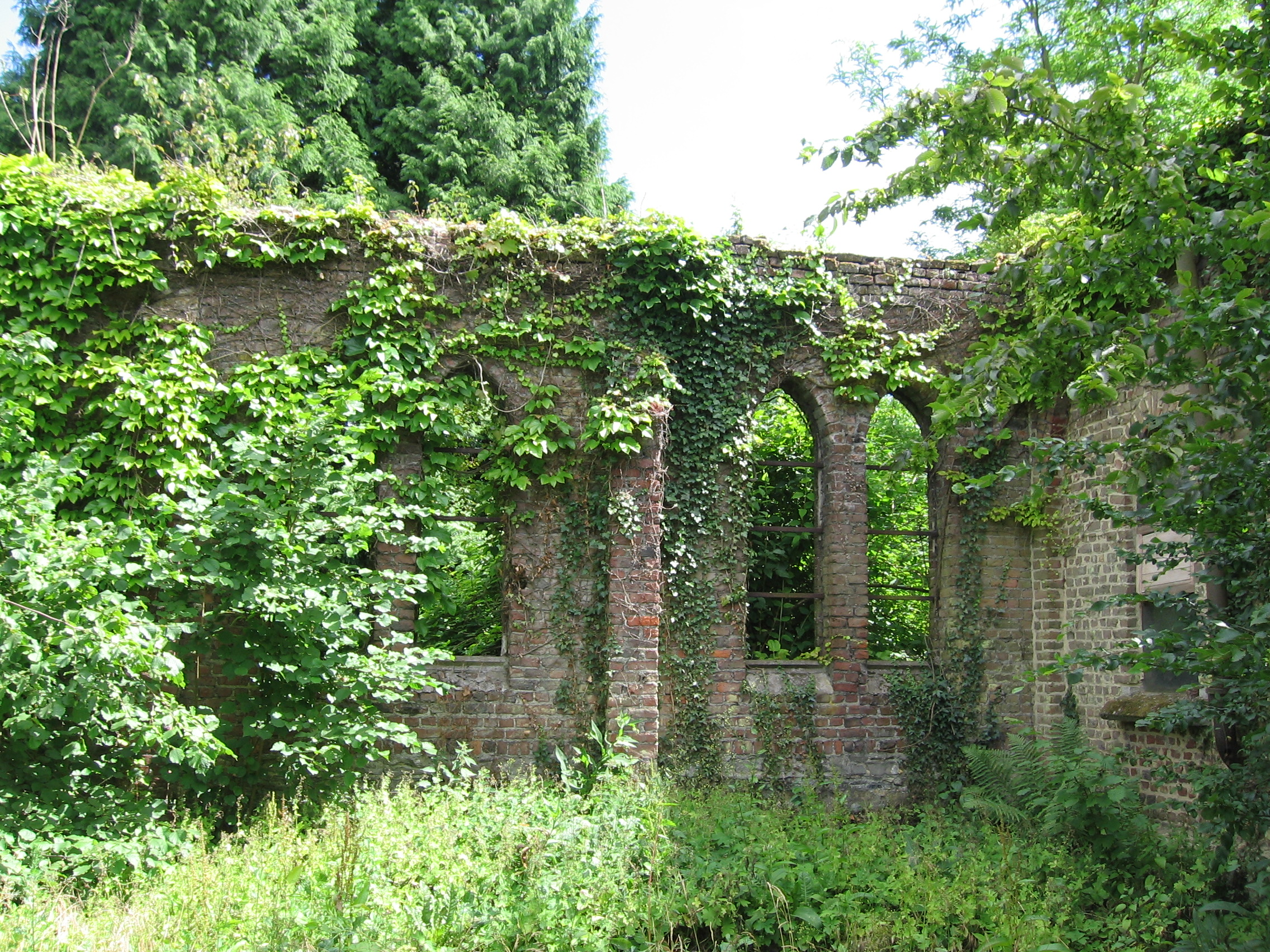
Klostergebäude aus dem 13. Jh.

Die Zisterzienserinnenabtei Le Saulchoir war von 1233 bis 1797 ein Kloster der Zisterzienserinnen, zuerst in Pecq, ab 1238 in Kain, Provinz Hennegau, Bistum Tournai, in Belgien.

## Geschichte
1233 wurde an einem Ort mit Namen Barbarnisart (heute: Obigies, Ortsteil von Pecq) das Kloster Notre-Dame du Sart (sart = Rodung) gestiftet und mit Nonnen aus der Zisterzienserinnenabtei La Brayelle besiedelt. 1238 wechselte der Konvent an den Ort Le Saulchoir (saule = Weide) in Kain bei Tournai. Die dort gebaute Kirche war Notre-Dame du Sart gewidmet. 1797 fiel die Abtei der Französischen Revolution zum Opfer. Von 1904 bis 1937 war hier die Dominikanerhochschule Le Saulchoir, die später auch an anderen Orten (zuletzt in Paris) diesen Namen behielt. Von 1942 bis 1977 war ein Karmelitinnenkonvent am Ort.